# Momoka Muraoka

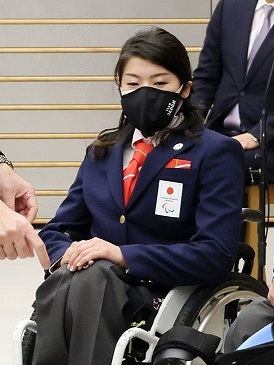

Momoka Muraoka (japanisch 村岡桃佳 Muraoka, Momoka; * 3. März 1997 in Fukaya (深谷市) in der Präfektur Saitama) ist eine japanische Skifahrerin und Leichtathletin mit Gehbehinderung, die bei den Winter-Paralympics 2018 in Pyeongchang fünf Medaillen gewonnen hat.

## Leben
Muraoka erkrankte mit vier Jahren und wurde mit Transverser Myelitis diagnostiziert. Ihre untere Körperhälfte ist seitdem gelähmt, sodass sie schon bei der Einschulung im Rollstuhl saß. Ihr Vater motivierte sie als Zweitklässlerin, einen Rollstuhlsport zu beginnen. Die Erfahrung, mit anderen Kindern Rollstuhlsportarten auszuüben, begeisterte sie und gab ihr Selbstvertrauen. Sie entschied sich, Para Leichtathletik zu machen und wechselte später zu Para Skifahren.
Nach der Schule studierte sie an der Waseda-Universität in Tokio Sportwissenschaften und wurde Mitglied des Uni Ski-Clubs.
Sie besitzt ein Master-Diplom und schrieb 2021 an ihrer Dissertation.

## Karriere
Muraoka begann mit Para Leichtathletik der Kategorie T54. Weil sie von ihren Leistungen enttäuscht war, beschloss sie, die Sportart zu wechseln. Von da an trainierte sie als Ski-Alpin-Fahrerin sitzend im Monoskibob in der Startklasse LW 10-2. Als Oberstufenschülerin wurde sie ausgewählt, mit anderen japanischen Para Sportlern zu trainieren. Sie ging noch in die Schule, als sie an den Winter-Paralympics 2014 von Sotschi in drei Ski-Alpin-Disziplinen teilnahm. Ihr bestes Ergebnis war ein fünfter Platz. Wegen der Fotografen und Zuschauer empfand sie die Paralympics als sehr stressig.
Aber bei den nächsten Winter-Paralympics 2018 in Pyeongchang war sie erfolgreicher und gewann fünf Medaillen: Bronze in Super-G und Super-Kombination, Silber in Abfahrt und Slalom und mit einer Zeit von 2:26,53 min Gold im Riesenslalom. Bei dieser Olympiade war sie auch Fahnenträgerin der japanischen Delegation. 2019 konnte sie dann beim WPAS (World Para Alpine Skiing) in La Molina den ersten Platz im Riesenslalom einnehmen.
Im Sommer 2019 wendete sie sich wieder der Para Leichtathletik zu. Ihr Sponsor Toyota ermöglichte ihr, mit anderen Paralympic-Sportlern für die Sommerspiele zu trainieren. Nur zwei Monate nach den ersten Trainingseinheiten stellte sie einen neuen japanischen Rekord im 100-Meter-Lauf der Kategorie T54 auf.
Bei den japanischen Para-Leichtathletik-Meisterschaften 2020 in Saitama belegte sie im 100-Meter-Lauf den ersten und im 400-Meter-Lauf den zweiten Platz. Ein Jahr später, bei den japanischen Para-Leichtathletik-Meisterschaften 2021 in Tokio, wurde sie beim 100-Meter-Lauf, beim 400-Meter-Lauf und bei der 4-mal-100-Meter-Staffel Erste. Sie nahm dann an den Sommer-Paralympics 2020 in Tokio teil, die wegen der COVID-19-Pandemie erst 2021 stattfanden. Muraoka startete beim 100-Meter-Lauf der Frauen in der Kategorie T54 und belegte mit 16,71 Sekunden den 6. Platz.
So gehört sie zu den wenigen Athletinnen weltweit, die sowohl an Paralympischen Winterspielen als auch an Sommer-Paralympics teilnehmen.
Muraoka nahm an den Winter-Paralympics 2022 in Peking teil und gewann mit 1:29,77 Minuten bei der Abfahrt, mit 1:23,73 Minuten im Super-G sowie mit 2:02,27 Minuten im Riesenslalom jeweils die Goldmedaille. Außerdem konnte sie in der Super-Kombination mit 2:12,14 Minuten eine Silbermedaille gewinnen und beim Slalom den fünften Platz belegen. Damit wurde sie die erste japanische Athletin, die bei Olympischen Spielen insgesamt vier Goldmedaillen und drei bei einer einzigen Olympiade gewonnen hat.

## Ehrungen
2018 wurde Muraoka zur Ehrenbürgerin ihrer Heimatstadt Fukaya ernannt.
Außerdem erhielt sie im selben Jahr den mit 2 Millionen Yen dotierten 3. Para-Sportpreis Japans, der von der Yomiuri Sportzeitung ins Leben gerufen wurde.